# Мар'ян Рациборський
Ма́р'ян Рациборський (16 вересня 1863 — 24 березня 1917) — відомий польський ботанік і піонер охорони природи. Народився у Бжостові поблизу Опатова. Свою вищу освіту здобуває в кількох польських вишах, у тому числі у  Львівській Політехніці. З 1906 р. викладає ботаніку у Львівському університеті, у 1909 р. стає професором, а також директором організованого ним Біолого-Ботанічного інституту. Саме в цей час вчений розвиває надзвичайно активну діяльність з інвентаризації та охорони пам'яток природи Галичини. У 1908 р. видає у Львові брошуру (одну з перших у Польщі і першу на Західній Україні) про пам'ятки природи, поводить анкетування з метою пошуку природних об'єктів, і в 1910 р. публікує роботу «Охорона гідних дерев і місць зростання рослин». Наведено вперше для Західної України список природних об'єктів, що потребують заповідання. До природоохоронної роботи вчений залучає Польське товариство натуралістів ім. Коперніка у Львові, виступає у пресі і з лекціями перед різними аудиторіями.
Черговий Польський з'їзд лікарів і натуралістів, що проходив у Львові в липні 1907 р., підтримує пропозицію М. Рациборського про необхідність активних дій з інвентаризації і охорони пам'яток природи. Чимало зусиль доклав науковець і для відкриття в провінційних містах  краєзнавчих музеїв. Свої ідеї щодо охорони природи вчений встиг передати багатьом талановитим учням, і перші серед них ботаніки В. Шафер і  Ш. Вердак, які також чимало зробили для охорони природи на Західній Україні в 20-30-х роках XX ст.
Помер М. Рациборський 24 березня 1917 р. в Закопане.

## Публікації
- Raciborski M. Zabytki przyrody. — Ateneum polskie. — Lwow, 1908.
- Raciborski M. Ochrony godno drzewa i zbiorowiska roslin // Kosmos. — 1910. — Т. 35.
- Raciborski M. Roslinnosc wod stojacych okolic Lwowa // Kosmos. — 1910. — Т. 35.
- Raciborski M., Sawiski L. 1914. Badanie i ochrona zabytkow przyrody // Krakow : Wydaw. Tov. Uniwersytetu Ludowego w Krakowe. — 1914.
- De nonnullis Desmidiaceis novis vel minus cognitis, quae in Polonia inventae sunt — Krakowie: W Drukarni Uniwersytetu Jagiellonskiego, 1885.
- Die Pteridophyten der Flora von Buitenzorg M. Raciborski (1898).
- Biologische Mittheilungen aus Java — (Flora 85, 1898, p. 325—367, 14 fig.); ‘Die Farne von Tegal’ (Nat. Tijdschr. N.I. 59, 1900, p. 234—253).
- Parasitische Algen und Pilze Java's — herausgegeben vom botanischen Institut zu Buitenzorg. Theil 1—3. — Batavia [Djakarta]: Staatsdruckerei, 1900.
- Additamenta ad floram algarum Indiae Batavorum cognoscendam. Algae a cl Dre. M. Raciborski in montibus Vulcaniis: Krakatau et Slamat anno 1897 collectee — R. Gutwinsky (Diss. math. Phys. Acad. Litter. Cracov. vol. 39, p. 287—307).
- De Algis a Dre. Raciborski in Insula Java collectis — Bull. Acad. Sci. Cracovice 1902, p. 575—617.
- avec Szafer Władysław . Flora Polska — Rośliny Naczyniowe Polski i Ziem Ościennych. 1: viii .Nakładem Polskiej Akademii Umiejętności, Kraków. (red.) 1919.